# Verzierung

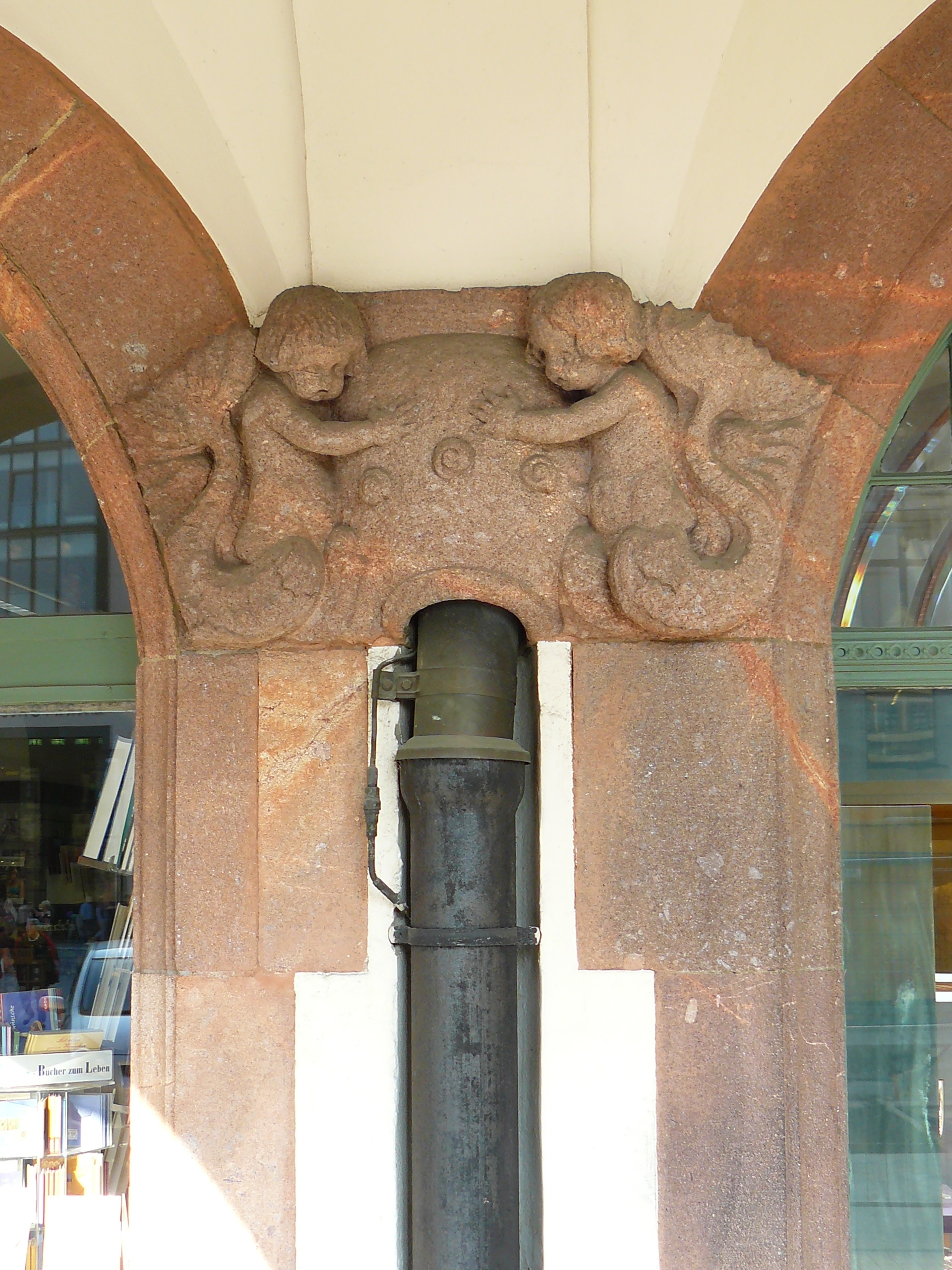
Verzierung mit Bezug zur Funktion am alten Rathaus in Leipzig

Eine Verzierung dient dem Schmuck, der Verschönerung einer Fläche, eines Gebäudes oder Gegenstandes. Das ist der Zweck der künstlerischen, kunsthandwerklichen oder kunstgewerblichen Ornamentik. Dazu wird ebenfalls die Behandlung metallischer, steinerner oder gläserner Oberflächen durch Schleiftechniken gezählt. Ornamentale Verzierungen gibt es auch in der Gartenbaukunst, etwa bei der Gestaltung und Anlage von Parks und Gärten. 
Die Verzierungen bilden ein zentrales Untersuchungs- und Einordnungskriterium der Stilkunde.
Offen ist, inwieweit das Verzieren im Handwerk die Fertigung oder den Gebrauch des (verzierten) Stückes technisch begünstigt (z. B. im Vergleich zum Ornament/Schmückung).